# Niihama
Niihama (jap. 新居浜市 Niihama-shi) – miasto w Japonii, na wyspie Sikoku, w prefekturze Ehime.
Miasto słynie z kopalni miedzi Besshi, a także corocznego Niihama Taiko Festival (znanego również jako „festival mężczyzn” (jap. 男祭り otoko-matsuri).
Niihama znana jest z lokalnego dialektu Niihama-ben.

## Położenie
Miasto leży we wschodniej części prefektury nad Morzem Wewnętrznym. Graniczy z:
- Saijō
- Shikokuchūō

## Gospodarka
W mieście rozwinął się przemysł chemiczny, maszynowy, elektrotechniczny, rafineryjny oraz hutniczy.

## Historia
Miasto otrzymało prawa miejskie 3 listopada 1937 roku. W 2003 do miasta przyłączyła się wieś Besshi.

## Populacja
Zmiany w populacji Niihama w latach 1970–2015:
| Rok  | Populacja |
| ---- | --------- |
| 1970 | 126 992   |
| 1975 | 132 115   |
| 1980 | 132 736   |
| 1985 | 132 540   |
| 1990 | 129 467   |
| 1995 | 128 236   |
| 2000 | 125 814   |
| 2005 | 123 952   |
| 2010 | 121 735   |
| 2015 | 119 905   |

## Miasta partnerskie
- Chiny: Dezhou